# 蒙特维亚莱
蒙特维亚莱（義大利語：Monteviale），是意大利威尼托大区维琴察省的一个市镇。总面积8平方公里，人口2503人，人口密度312.9人/平方公里（2009年）。国家统计（ISTAT）代码为024066。